# NGC 1788
NGC 1788 – mgławica refleksyjna znajdująca się w konstelacji Oriona w odległości około 1300 lat świetlnych. Została odkryta 1 lutego 1786 roku przez Williama Herschela.
Mgławica NGC 1788 została ukształtowana przez potężne wiatry oraz światło otaczających ją gwiazd gwiazdozbioru Oriona, od których wydaje się być odizolowana. W świetle widzialnym niewiele gwiazd powstających w tej mgławicy jest widoczna. Są one bowiem ukryte w otaczających je pyłowych kokonach. Najjaśniejsza z gwiazd mgławicy, HD 293815, jest widoczna tuż powyżej środka zdjęcia oraz powyżej wyraźnego, ciemnego pasa przecinającego mgławicę.
Gwiazdy znajdujące się w tym rejonie są bardzo młode, w średnim wieku miliona lat. Najstarsze z nich znajdują się po lewej stronie czerwonego pasa zjonizowanego wodoru, te średnie w środku mgławicy, oświetlając ją tworząc równocześnie małą gromadę. Najmłodsze gwiazdy, wciąż skrywane w pyłowych kokonach znajdują się bliżej prawej strony. Takie uporządkowanie gwiazd według wieku wskazuje, że przez mgławicę przemieszczała się fala, która zainicjowała procesy formowania nowych gwiazd pochodząca od masywnych gwiazd Oriona.